# The Annals of Probability
The Annals of Probability ist eine alle zwei Monate seit 1973 erscheinende Zeitschrift für Wahrscheinlichkeitstheorie mit Peer-Review, die vom Institute of Mathematical Statistics herausgegeben wird.
Sie entstand aus der Zeitschrift The Annals of Mathematical Statistics, die 1973 in die The Annals of Probability und die The Annals of Statistics aufgespaltet wurden.
Artikel, die älter als drei Jahre sind, sind allgemein zugänglich. Die ISSN ist 0091-1798.
2010 hatte sie einen Impact Factor von 1.470 (Journal Citation Reports).